# Sagaris

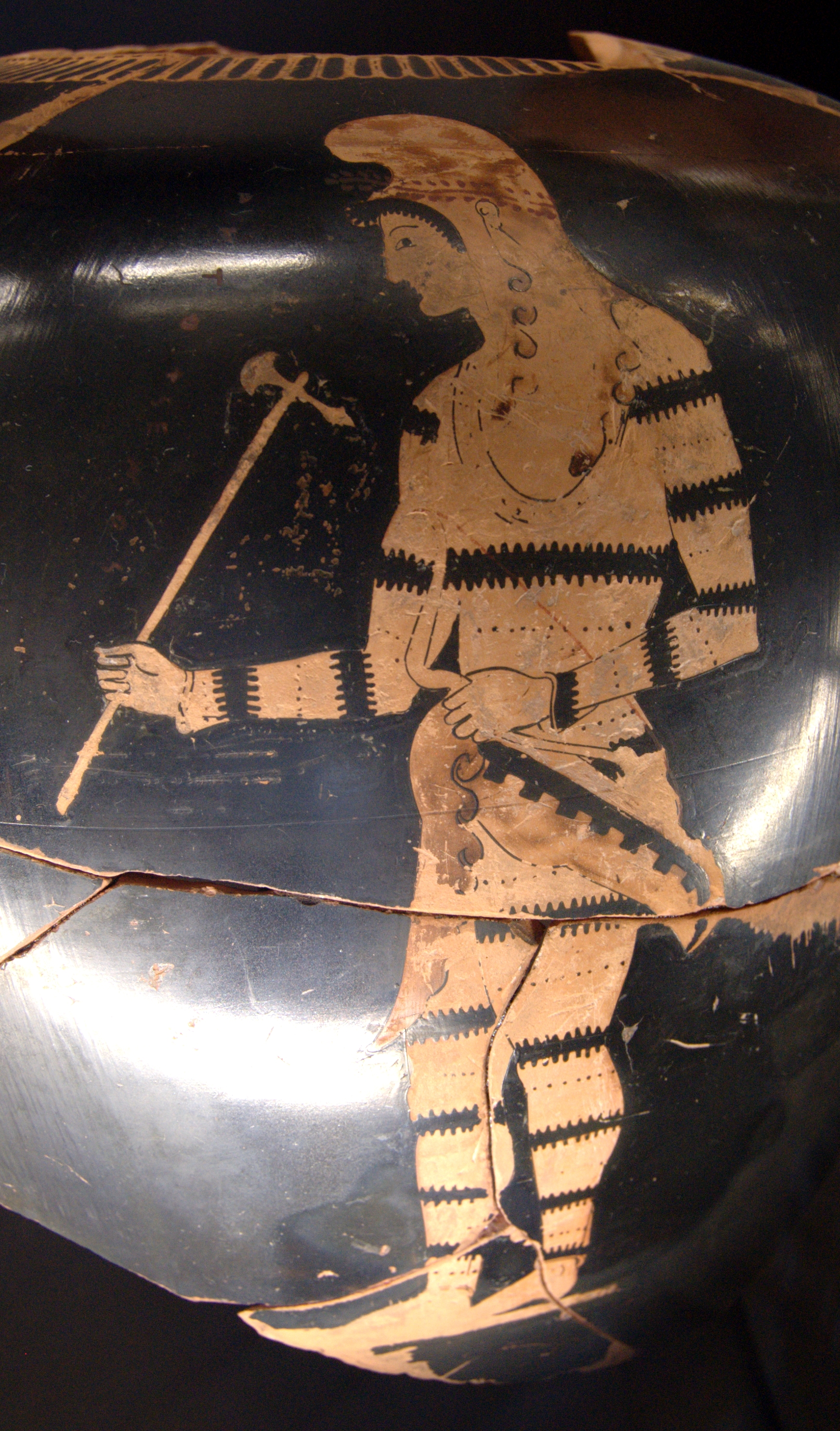
Archer scythe tenant un sagaris, tel que représenté par le peintre de vase Euphronios sur une amphore attique à col rouge (510-500 av. J.-C., Louvre)

Le sagaris est une ancienne arme iranienne à manche utilisée par les anciens peuples cavaliers Saka et Scythes  de la grande steppe eurasienne. Cette arme était également utilisé par les peuples d'Asie occidentale et centrale : les Mèdes, les Perses, les Parthes, les Indo-Saka, les Kushans, les Mossynoeci et d'autres peuples vivant avec les peuples iraniens. Selon Aristarque de Samothrace, les légendaires Amazones utilisaient également des sagaris[source insuffisante]. Dans Les Histoires, Hérodote attribue les sagaris aux Sacae Scythes de l'armée de Xerxès le Grand. 
Le sagaris était une sorte de hache de combat, ou marteau de guerre. Des exemplaires ont été collectés lors de fouilles archéologiques dans la steppe eurasienne, et sont représentés sur les cylindres achéménides et la poterie grecque antique et d'autres matériaux iconographiques survivants. C'est une arme à long manche et une tête en métal, avec un bord tranchant (comme une hache) ou émoussé (comme un marteau) d'un côté et un pic pointu (droit ou incurvé) comme un pic à glace sur l'autre côté. Ce sont probablement les sagaris qui conduisirent les auteurs médiévaux et de la Renaissance (tels que Johannes Aventinus ) à attribuer l'invention des haches de guerre aux Amazones (comme la description de certaines femmes scythes en train de chasser et celle des cavalières guerrières donnèrent la légende des amazones elles-mêmes) et à l'association moderne des Amazones avec les labrys. 
Une forme plus courte, comme celle représentée dans la main de Spalirisos sur ses pièces, a été désignée klevets par l'archéologue russe et ancien historien militaire VP Nikonorov. 